# Diasemopsis incerta
Diasemopsis incerta är en tvåvingeart som beskrevs av Eggers 1916. Diasemopsis incerta ingår i släktet Diasemopsis och familjen Diopsidae.
Artens utbredningsområde är Uganda. Inga underarter finns listade i Catalogue of Life.